# Janez Cvirn

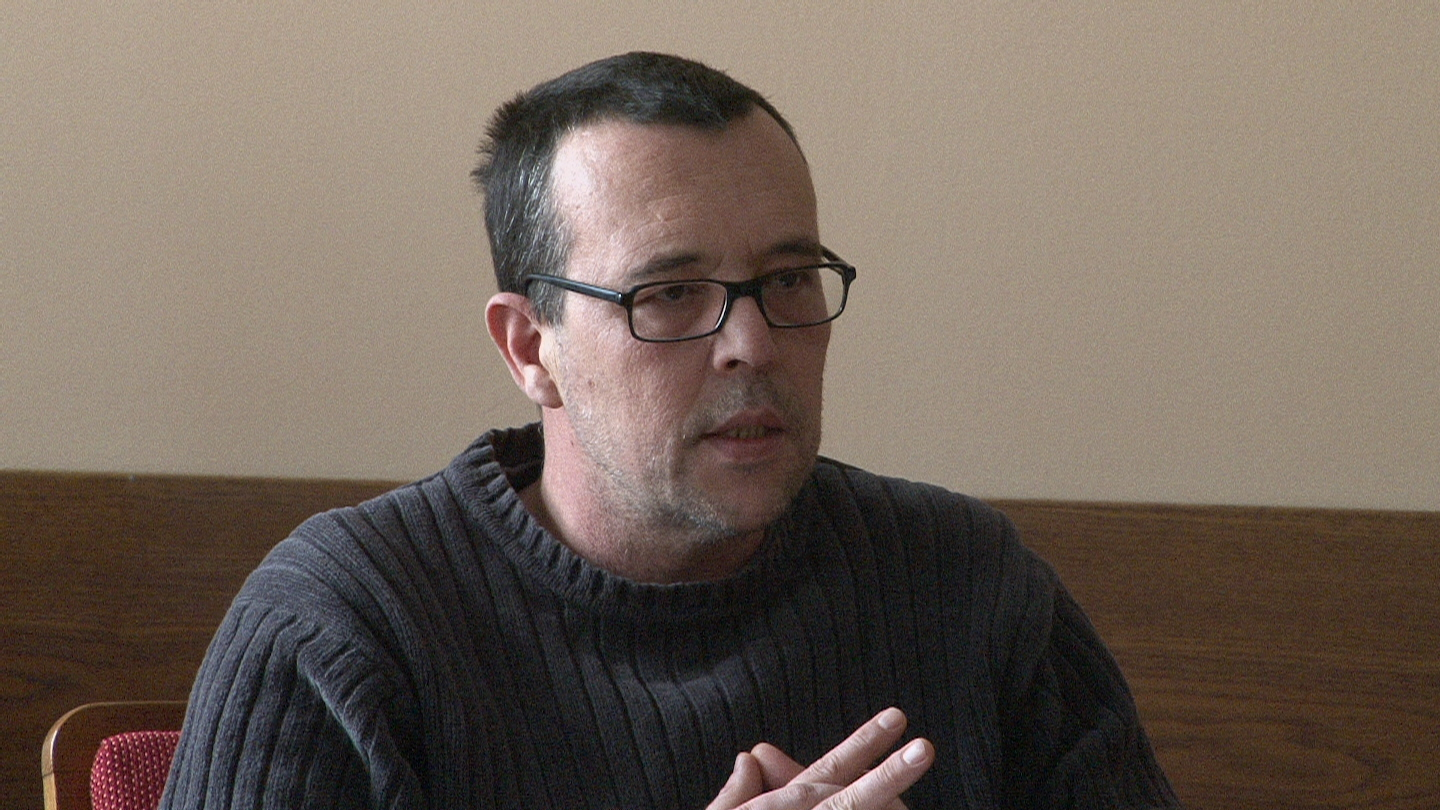
Janez Cvirn

Janez Cvirn (* 22. April 1960 in Celje, Jugoslawien; † 7. August 2013 in Ljubljana, Slowenien) war ein slowenischer Historiker.

## Leben und Wirken
Cvirn besuchte das Gymnasium in Celje. Nach der Matura ging er nach Ljubljana, um dort auf der Philosophischen Fakultät Geschichte und Soziologie zu studieren, und schloss das Studium 1983 ab. Im selben Jahr begann er im Regionalarchiv Celje als Archivar zu arbeiten. 1985 wurde er Kustos im Regionalmuseum Celje (Pokrajinski muzej Celje). 1986 schloss er das Magisterstudium ab; 1991 promovierte er zum Doktor. Im selben Jahr wurde er Dozent für slowenische Geschichte des 19. Jahrhunderts am Institut für Geschichte der Philosophischen Fakultät in Ljubljana. 1997 wurde er zum außerordentlichen und 2001 zum ordentlichen Professor ernannt. Ebenso lehrte er auch an der Philosophischen Fakultät in Maribor / Marburg an der Drau. Cvirn war in zahlreichen historischen Fachverbänden tätig, unter anderem war er Redakteur mehrerer Zeitschriften und gründete die Zeitschrift Zgodovina za vse (‚Geschichte für alle‘).
Cvirn beschäftigte sich vor allem mit slowenischer Geschichte des 19. Jahrhunderts: Alltags- und Sozialgeschichte; Parlamentarismus, Politikgeschichte, Presse- und Zensurgeschichte uvm. Am intensivsten befasste er sich aber mit der Geschichte der Deutschen in der Untersteiermark und dem Zusammenleben von Deutschen und Slowenen in der Monarchie. Zu diesen Themen veröffentlichte er mehrere Monographien und wissenschaftliche Artikel. Zudem war er Hauptredakteur der umfangreichen slowenischen Chronik des 19. Jahrhunderts Slovenska kronika XIX. stoletja.

## Werk
Auswahl von auf Deutsch erschienenen Arbeiten:
- Das „Festungsdreieck“: Zur politischen Orientierung der Deutschen in der Untersteiermark (1861–1914). Hrsg. von Ernst Bruckmüller, Meinhard Brunner, Janez Cvirn, Filip Čuček, Jure Gašparič, Martin Moll, Mojca Šorn und Andrej Studen; deutsche Übersetzung von Irena Brückmüller. Wien 2016, ISBN 978-3-643-50757-0.
- Der Austroslavismus und die Slovenen, in: Andreas Moritsch (Hrsg.): Der Austroslavismus: Ein verfrühtes Konzept zur politischen Neugestaltung Mitteleuropas, Böhlau Zeitgeschichte, Bd. 1. Böhlau, Wien 1996, S. 77–85.
- Deutsche und Slowenen in der Untersteiermark: Zwischen Kooperation und Konfrontation, in: Harald Heppner (Hrsg.): Slowenen und Deutsche im gemeinsamen Raum: Neue Forschungen zu einem komplexen Thema (= Buchreihe der Südostdeutschen Historischen Kommission. Bd. 38). R. Oldenburg, München 2002, S. 111–125.

Monographien:
- Trdnjavski trikotnik. Politična orientacija Nemcev na Spodnjem Štajerskem (1861–1914). Obzorja, Maribor 1997.
- Boj za sveti zakon. Prizadevanja za reformo poročnega prava od 18. stoletja do druge svetovne vojne. Zbirka Zgodovinskega časopisa, 30. Ljubljana 2005.
- Aufbiks! Nacionalne razmere v Celju na prelomu 19. v 20. stoletje. Celje 2006.
- Razvoj ustavnosti in parlamentarizma v Habsburški monarhiji : Dunajski državni zbor in Slovenci (1848–1918). Ljubljana 2006.
- Dunajski državni zbor in Slovenci (1848–1918). Celje/Ljubljana 2015, ISSN 1854-7591.

Als Herausgeber:
- Slovenska kronika XIX. stoletja. 1. 1800–1860, 2001, Ljubljana: Nova revija.
- Slovenska kronika XIX. stoletja. 2. 1861–1883, 2003, Ljubljana: Nova revija.
- Slovenska kronika XIX. stoletja. 3. 1884–1899, 2003, Ljubljana: Nova revija.
- Josip Sernec: Spomini. S spremno študijo Janeza Cvirna. Osrednja knjižnica, Celje 2003.